# Taça Brasil 1959
La Taça Brasil 1959 (in italiano Coppa Brasile 1959) è stata la 1ª edizione del torneo. Vi parteciparono le squadre vincitrici di 16 campionati statali disputati l'anno precedente.

## Formula
- Primo turno: 4 gruppi da 4 squadre ciascuno divisi geograficamente. Le squadre disputano semifinali e finale in modo da designare la vincitrice di ogni gruppo, che si qualifica alla fase seguente.
- Secondo turno: le 2 vincitrici dei gruppi si affrontano per determinare le finaliste. Le squadre sono divise per regione di provenienza in due zone (Nord e Sud)
- Fase finale: le 2 vincitrici si affrontano in semifinale con le squadre campioni di San Paolo e di Rio de Janeiro. Le due vincitrici si qualificano per la finale.

## Partecipanti
| Squadra          | Città          | Stato               |
| ---------------- | -------------- | ------------------- |
| ABC              | Natal          | Rio Grande do Norte |
| Atlético Mineiro | Belo Horizonte | Minas Gerais        |
| Athl. Paranaense | Curitiba       | Paraná              |
| Auto Esporte-PB  | João Pessoa    | Paraíba             |
| Bahia            | Salvador       | Bahia               |
| Ceará            | Fortaleza      | Ceará               |
| CSA              | Maceió         | Alagoas             |
| Ferroviário-MA   | São Luís       | Maranhão            |
| Grêmio           | Porto Alegre   | Rio Grande do Sul   |
| Hercílio Luz     | Tubarão        | Santa Catarina      |
| Manufatora       | Niterói        | Guanabara           |
| Rio Branco-ES    | Vitória        | Espírito Santo      |
| Santos           | Santos         | San Paolo           |
| Sport Recife     | Recife         | Pernambuco          |
| Tuna Luso        | Belém          | Pará                |
| Vasco da Gama    | Rio de Janeiro | Rio de Janeiro      |

## Primo turno

### Gruppo Nord-Est

#### Semifinali

##### Andata
| [[Natal]] 23 agosto 1959                             | ABC       | 1 – 1     | Ceará |  |
| \| \| \| \| \| Jorginho \| Marcatori \| Claudinho \| |           |           |       |  |
|                                                      |           |           |       |  |
| Jorginho                                             | Marcatori | Claudinho |       |  |

| Arbitro: | Regis |

|  |           |                         |
|  | Marcatori | Alencar Ari Léo Carioca |

##### Ritorno
| Fortaleza 30 agosto 1959 | Ceará | 0 – 0 | ABC | Estádio Presidente Vargas |

| Arbitro: | de Brito |

|            |           |  |
| Marito Léo | Marcatori |  |

##### Spareggio
| Fortaleza 1º settembre 1959                               | Ceará     | 2 – 1    | ABC | Estádio Presidente Vargas |
| \| \| \| \| \| Claudinho Doca \| Marcatori \| Tiquinho \| |           |          |     |                           |
|                                                           |           |          |     |                           |
| Claudinho Doca                                            | Marcatori | Tiquinho |     |                           |

#### Finale

##### Andata
| Fortaleza 20 settembre 1959 | Ceará | 0 – 0 | Bahia | Estádio Presidente Vargas |

##### Ritorno
| Salvador 27 settembre 1959                                         | Bahia     | 2 – 2              | Ceará | Estádio da Fonte Nova (11.000 spett.) |
| \| \| \| \| \| Leo Claudinho \| Marcatori \| Nenê Valter Vieira \| |           |                    |       |                                       |
|                                                                    |           |                    |       |                                       |
| Leo Claudinho                                                      | Marcatori | Nenê Valter Vieira |       |                                       |

##### Spareggio
| Salvador 27 settembre 1959                                 | Bahia     | 2 – 1         | Ceará | Estádio da Fonte Nova (8.500 spett.) |
| \| \| \| \| \| Biriba Leo \| Marcatori \| Valter Vieira \| |           |               |       |                                      |
|                                                            |           |               |       |                                      |
| Biriba Leo                                                 | Marcatori | Valter Vieira |       |                                      |

### Gruppo Nord

#### Semifinali

##### Andata
| Arbitro: | Félix de Sena |

|           |           |                            |
| Nabor 15’ | Marcatori | 49’ 64’ Chininha 90’ China |

| Arbitro: | Ferreira |

|  |           |                        |
|  | Marcatori | Oswaldo Bé Bittencourt |

##### Ritorno
| Arbitro: | Félix de Sena |

|             |           |                                     |
| Edílson 81’ | Marcatori | 12’ Laixinha 26’ Nabor 62’ Hamilton |

| Recife 30 agosto 1959 | Sport | 5 – 2 | Auto Esporte-PB | Estádio Ilha do Retiro |

##### Spareggio
| Arbitro: | Félix de Sena |

|              |           |  |
| Chininha 75’ | Marcatori |  |

#### Finale

##### Andata
| Recife 13 settembre 1959 | Sport | 2 – 2 | Tuna Luso | Estádio Ilha do Retiro |

##### Ritorno
| Belém 20 settembre 1959 | Tuna Luso | 1 – 3 | Sport | Estádio do Souza\| Arbitro: \| Pinto \| |
| Arbitro:                | Pinto     |       |       |                                         |

#### Semifinale

##### Andata
| Tubarão 23 agosto 1959 | Hercílio Luz | 1 – 2 | Atlético-PR | Estádio Aníbal Torres Costa |

##### Ritorno
| Curitiba 30 agosto 1959 | Atlético-PR | 1 – 0 | Hercílio Luz | Estádio da Villa Campanema |

#### Finale

##### Andata
| Arbitro: | Salsamendi |

|        |           |  |
| Juarez | Marcatori |  |

##### Ritorno
| Arbitro: | Viana e Silva |

|  |           |       |
|  | Marcatori | Gessy |

#### Semifinale

##### Andata
| Vitória 23 agosto 1959 | Rio Branco | 3 – 0 | Manufatora | Estádio Governador Bley |

##### Ritorno
| Niterói 30 agosto 1959 | Manufatora | 0 – 1 | Rio Branco |  |

#### Finale

##### Andata
| Arbitro: | Gomes |

|              |           |             |
| Adílson Foca | Marcatori | Luís Carlos |

##### Ritorno
| Belo Horizonte 20 settembre 1959 | Atlético-MG | 2 – 1 | Rio Branco | Estádio Independência\| Arbitro: \| Malcher \| |
| Arbitro:                         | Malcher     |       |            |                                                |

## Secondo turno

### Zona Nord

#### Finale

##### Andata
| Salvador 27 ottobre 1959                                                | Bahia     | 3 – 2               | Sport | Estádio da Fonte Nova |
| \| \| \| \| \| Ari Biriba Marito \| Marcatori \| Oswaldo Bittencourt \| |           |                     |       |                       |
|                                                                         |           |                     |       |                       |
| Ari Biriba Marito                                                       | Marcatori | Oswaldo Bittencourt |       |                       |

##### Ritorno
| Salvador 30 ottobre 1959                                       | Sport     | 6 – 0 | Bahia | Estádio Ilha do Retiro |
| \| \| \| \| \| Bittencourt Elcir Oswaldo Bé \| Marcatori \| \| |           |       |       |                        |
|                                                                |           |       |       |                        |
| Bittencourt Elcir Oswaldo Bé                                   | Marcatori |       |       |                        |

##### Spareggio
| Salvador 3 novembre 1959                     | Sport     | 0 – 2      | Bahia | Estádio Ilha do Retiro |
| \| \| \| \| \| \| Marcatori \| Biriba Léo \| |           |            |       |                        |
|                                              |           |            |       |                        |
|                                              | Marcatori | Biriba Léo |       |                        |

### Zona Sud

#### Finale

##### Andata
| Arbitro: | Vilarinho |

|         |           |                     |
| Alvinho | Marcatori | Gessy Benito Juarez |

##### Ritorno
| Arbitro: | Trinidade |

|       |           |  |
| Gessy | Marcatori |  |

## Fase finale

### Semifinali

#### Andata
| Arbitro: | Malcher |

|                        |           |       |
| Jair Coutinho Urubatão | Marcatori | Gessy |

| Arbitro: | Vieira França |

|  |           |         |
|  | Marcatori | Alencar |

#### Ritorno
| Porto Alegre 25 novembre 1959 | Santos    | 0 – 0 | Grêmio | Estádio Olímpico Monumental\| Arbitro: \| Magalhães \| |
| Arbitro:                      | Magalhães |       |        |                                                        |

| Arbitro: | Viug |

|     |           |                     |
| Ari | Marcatori | Delém Roberto Pinto |

#### Spareggio
| Arbitro: | Moreno |

|     |           |  |
| Léo | Marcatori |  |

### Finale

#### Andata
| Arbitro: | Malcher |

|                          |           |                            |
| Pelé 15’ Pepe 77’ (rig.) | Marcatori | 26’ Biriba 57’ 89’ Alencar |

#### Ritorno
| Arbitro: | Monteiro Alencar |

|  |           |                      |
|  | Marcatori | 7’ Coutinho 28’ Pelé |

#### Spareggio
| Arbitro: | Lopes |

|                                 |           |              |
| Vicente 37’ Léo 46’ Alencar 76’ | Marcatori | 27’ Coutinho |

## Verdetti
- Bahia vincitore della Taça Brasil 1959 e qualificato alla Coppa Libertadores 1960.